# Croix de Vallentigny
La croix de Vallentigny est une croix située à Vallentigny, en France.

## Localisation
La croix est située sur la commune de Vallentigny, dans le département français de l'Aube.

## Historique
L'édifice est inscrit au titre des monuments historiques en 1972.